# 일런드
일런드(Taurotragus oryx)는 초원과 평야 지대에서 서식하는 영양의 일종으로 동아프리카와 남아프리카에서 발견된다. 소과 일런드속에 속하는 포유류이다. 1766년 팔라스(Peter Simon Pallas)가 처음 기술했다. 성장을 마친 수컷의 어깨높이가 약 1.6m(암컷은 수컷보다 20cm 정도 작다.)이고, 몸무게는 최대 942kg, 평균 500–600kg(암컷은 340–445kg)이다. 세계에서 두번째로 큰 영양으로 자이언트일런드보다 약간 작다. 풀과 잎을 주로 먹는 초식동물이다. 500마리씩 무리를 지어 생활하지만 세력권을 형성하지는 않는다. 천적은 사자, 점박이하이에나이다.